# 最低作用值
最低作用值（英語：Lowest-observed effect level，简称：LOEL）也称最低可见反應劑量，是指人體或動物在接觸某種物質時產生反應的頻率或嚴重性在生物學上顯著增加的最低劑量。